# Comandamenti per un gangster
Comandamenti per un gangster è un film del 1968 diretto da Alfio Caltabiano.

## Trama
L'ex gangster Northon vuole far luce sia sulla morte di sua sorella e della scomparsa del marito di lei avvenuta durante un trasporto di droga in mare, e decide di vendicarsi.

## Produzione
Il film è stato girato per gran parte in Jugoslavia. Alla sceneggiatura ha contribuito anche un giovane Dario Argento.

## Distribuzione
Distribuito nei cinema italiani il 22 maggio 1968, il film ha incassato complessivamente 106.073.000 di lire dell'epoca.

## Accoglienza
Pietro Bianchi del quotidiano Il Giorno definì il film un abile tentativo di applicare la formula western ai simboli del gangster film.